# Самкова, Татьяна Юрьевна
Татьяна Юрьевна Самкова (род. 25 февраля 1991) — российская спортсменка, бронзовый призёр чемпионата России по вольной борьбе, серебряный призёр первенства мира среди юниоров, мастер спорта России международного класса.

## Биография
Начала заниматься борьбой с 13 лет. Её первым тренером был В. К. Гороковский. Личный тренер в течение всей спортивной карьеры — Андриянов Пётр Егорович, заслуженный тренер России. Окончила Новосибирский государственный педагогический университет (факультет физической культуры). Выступает в наилегчайшей весовой категории (до 48 кг). На данный момент является тренером по вольной борьбе в СК «Обь», г. Новосибирск. Принимает активное участие в развитии детского спорта г. Новосибирска, является учредителем и директором благотворительного фонда «Развитие вольной борьбы», оказывающего помощь детям, занимающимся вольной борьбой.

## Спортивные результаты
- Чемпионат России по женской борьбе 2010 года — ;
- Первенство России среди юниоров по борьбе 2011 года — ;
- Первенство Европы среди юниоров по борьбе 2011 года (Сербия) - ;
- Первенство мира среди юниоров по борьбе 2011 года — ;